# San Pasquale (métro de Naples)
San Pasquale est une station de métro à Naples, en Italie. Située sur la ligne 6 du métro de Naples entre Chiaia et Arco Mirelli, elle a été mise en service le 17 juillet 2024.

## Histoire
Les travaux de construction commencent en 2008 et s’achèvent en 2019. Au cours des fouilles, des munitions et le squelette d'un homme datant du XVIe siècle ont été découverts et enlevés.